# Cryptothele alluaudi
Espèce
Statut de conservation UICN

 LC  : Préoccupation mineure
Cryptothele alluaudi est une espèce d'araignées aranéomorphes de la famille des Zodariidae.

## Distribution
Cette espèce est endémique des Seychelles.

## Description
Les mâles mesurent de 6,5 à 7,2 mm et les femelles de 10,0 à 11,5 mm.

## Étymologie
Cette espèce est nommée en l'honneur de Charles Alluaud.

## Publication originale
- Simon, 1893 :  Arachnides. Mission scientifique de M. Ch. Alluaud aux îles Seychelles (mars, avril, mai 1892). Bulletin de la Société Zoologique de France, vol. 18, p. 204-211 (texte intégral).